# Lövlund (naturreservat)
Lövlund är ett kommunalt naturreservat i Sollefteå kommun i Västernorrlands län.
Området är naturskyddat sedan 2003 och är 33 hektar stort. Reservatet omfattar ett område väster om Lafssjön och  består av rikkärr och granskog. Guckusko växer här.